# Spole

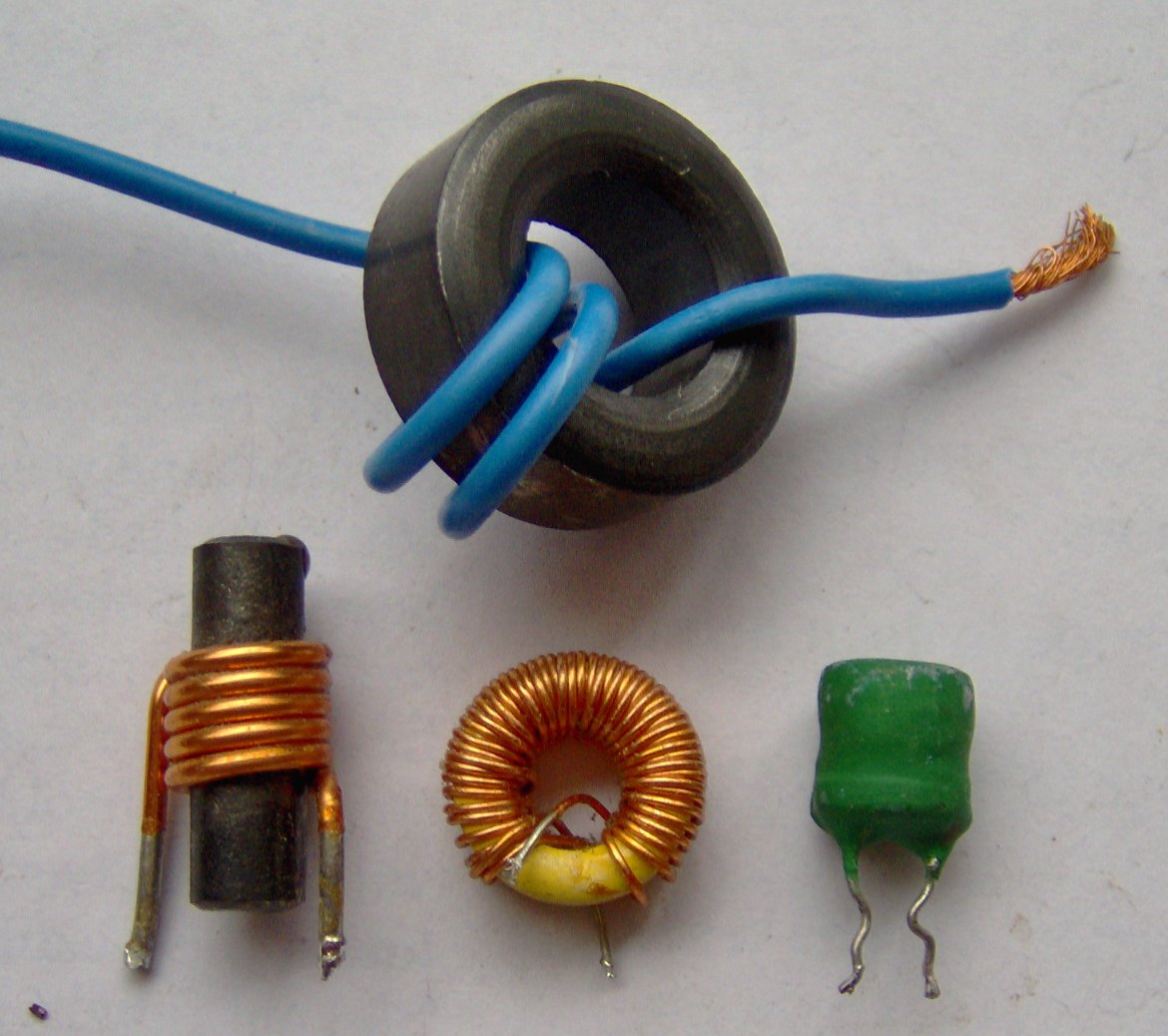
Spolar

Symbolen för spole

En spole är inom elektroniken en passiv elektrisk komponent (elektrofysik) bestående av en strömförande tråd som är lindad i spiral runt en bobin eller spolstomme. Den utgör en så kallad induktor som används i apparater för att filtrera eller välja ut signaler av bestämd frekvens. Tråden i en sådan kan vara lindad kring en kärna, ofta i form av en stav eller en ring i järn, men det förekommer också så kallade luftlindade spolar för högre frekvenser.
I exempelvis en musikanläggning används spolar med järnkärna vanligen för lite tyngre applikationer, såsom i transformatorn i apparatens nätdel, medan luftlindade spolar används för att välja radiofrekvens.

## Induktansspolar
Förhållandet mellan det magnetiska flödet och strömstyrkan kallas induktans.
Induktansspolar (även ”induktorer”) används för att filtrera växel- och likström och för att lagra energi. En induktansspole släpper fram likström, men spärrar mer eller mindre för växelström, det vill säga en induktans har – enkelt uttryckt – en motsatt verkan som en kondensator. Induktansspolar används i avstämnings- och resonanskretsar (filter).
När strömmen genom en spole ökar, ökar också magnetfältet runt ledaren. Minskar man strömmen minskar magnetfältet, och energin återgår till den elektriska kretsen.
Ett alternativt synsätt är att betrakta induktiva komponenter som ström- och spänningsdämpare. När strömmen genom spolen förändras alstras en motriktad spänning, så kallad elektromotorisk kraft (emk), som ges av sambandet
{\displaystyle V=-L\ {\frac {{\mbox{d}}I}{{\mbox{d}}t}}}
där L är induktansen; det vill säga emk-spänningen är proportionell mot strömförändringshastigheten med proportionalitetskonstanten L. Induktansen är en rent geometrisk egenskap hos spolen.
För en växelspänning med frekvensen ω = 2πf ges emk-spänningen av sambandet
{\displaystyle V=I\cdot \omega L}
Termen XL = ωL brukar benämnas reaktiv induktans och är den positiva imaginärdelen av impedansen.
Spolar gör olika motstånd beroende på strömmens frekvens, så de har reaktans. Men i en spole varierar reaktansen åt andra hållet: strömmen bromsas upp ju högre frekvens den har. Detta gäller dock bara växelström, likström släpps igenom spolen utan att bromsas alls.

## Induktans
Växelverkan mellan ström och magnetflöde mäts i SI-enheten henry och kallas spolens induktans. Induktansens storlek beror på antalet lindningsvarv men påverkas också av om spolen är lindad kring en järnkärna eller annat magnetiskt material eller om spolen är luftlindad.
I praktiken används oftast inte spolar av storleksordningen henry, så vanligare enheter är millihenry (mH, tusendels henry), och mikrohenry (µH, miljondels henry). I beräkningsuttryck betecknas induktansen ofta med L.
En spoles reaktans (XL) är det elektriska motstånd som dess induktans ger vid en given frekvens. Den kan beräknas enligt
{\displaystyle X_{L}=2\cdot \pi \cdot f\cdot L\!}
En spole med en induktansen 20 µH har för en växelspänning med frekvensen 110 MHz reaktansen
{\displaystyle X_{L}=2\cdot \pi (110\cdot 10^{6})(20\cdot 10^{-6})=13,82\;k\Omega }

## Användning
Spolen är en komponent som helst undviks i elektronikkretsar eftersom den inte är lika ideal som motståndet och kondensatorn. Bland annat har den en resistans som oftast ej är försumbar, och för att få hög induktans måste dessutom en järnkärna användas vilket gör spolen både stor och tung. Dock måste spolar användas i bland annat passiva filter.
I aktiva filter kan man undvika användning av spolar eftersom induktans kan simuleras med en OP-förstärkare, en kapacitans och några resistanser.
Induktansspolar har stor användning i transformatorer för omvandling av spänning och strömstyrka. Då brukar spolarna kallas för lindning (till exempel primärlindning och sekundärlindning).

### Drosslar

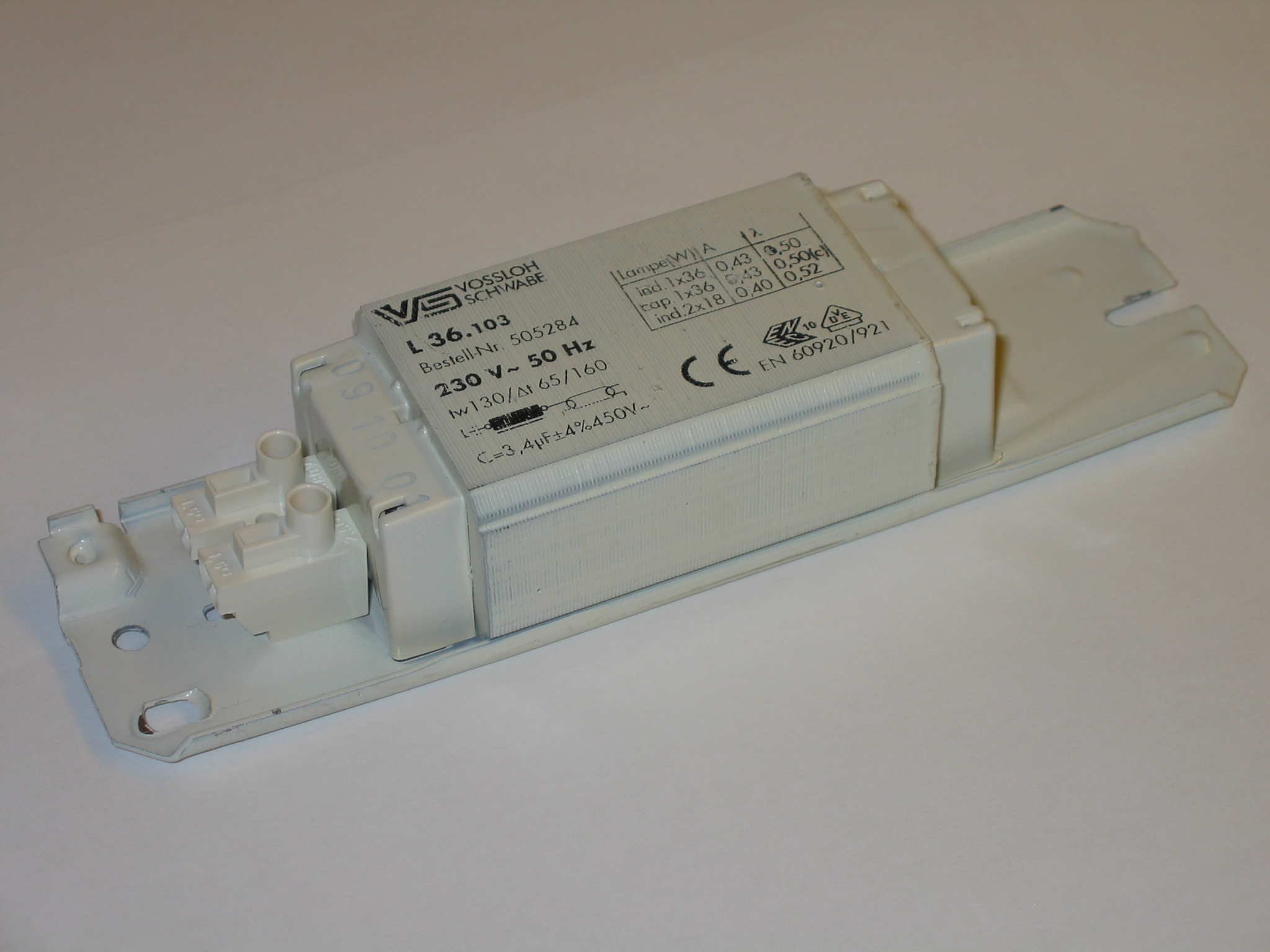
Drossel till lysrörsarmatur.

Spolar som används för att begränsa strömmens storlek i en ledare brukar kallas för ’’drossel”. Drossel kommer från tyskans drossel och betyder "strypa" eller minska (en liknande benämning används i engelskan, nämligen ”choke” (”kvävare”)). En drossel stryper höga frekvenser och låter låga passera. 
En drossel är en spole av isolerad tråd, ofta lindad runt en magnetisk kärna, som används som en passiv induktor som blockerar högfrekvent växelström (AC) i en elektrisk krets men släpper fram signaler med lägre frekvens och likström genom att ha en impedans som till största delen bestäms av reaktans, som är proportionell till frekvensen. 
Det är en funktionell beteckning; samma induktor kallas ofta ”drossel” om den används för att blockera höga frekvenser, men ”spole” eller ”induktor” om den utgör del av en avstämd krets.
Typiska användningsområden för drosslar är som induktiva komponenter i frekvensfilter. Drosslar används för avstörning eller begränsning av radiostörningar. Den klump som sitter på till exempel kablar till bildskärmar är en enkel drossel. Drosslar används också för begränsning av strömmen i lysrör. Utan en reaktor eller annan strömbegränsare skulle lysröret snabbt gå sönder.